# Геологія Анголи
Геологічна будова Анголи. А. розташована на заході Касаї-Ангольського щита Африканської платформи, складеного нижньодокембрійськими гранітогнейсами, гнейсами і кристалічними сланцями, а також вулканогенно-осадовими товщами, прорваними великим масивом Кунене. Він перекритий верхньопротерозойськими карбонатно-теригенними відкладами потужністю до 10 км, з якими пов'язані родов. залізних і марганцевих руд, поліметалічні родовища.
У центральній і східній частині країни розвинений малопотужний чохол, складений континентальним відкладенням кам'яновугільного, пермського і мезокайнозойського періоду. З ним пов'язані алмазоносні розсипи. З осадовими відкладами мезокайнозойського періоду в прибережних западинах пов'язані родов. нафти і газу, фосфоритів, кам. солі, гіпсу і сірки. Через центр країни на півн.-сх. пролягає серія регіональних розломів з мідним і рідкіснометалічним оруденінням, апатитами, алмазоносними кімберлітовими дайками та трубками мезозою.